# Solieria nitens
Solieria nitens là một loài ruồi trong họ Tachinidae.